# Pentti Hämäläinen (bandy)
Pentti Lauri Anselm Hämäläinen (5 de abril de 1927 – 17 de junho de 2005) foi um jogador de bandy finlandês. Ele competiu nos Jogos Olímpicos de Inverno de 1952, onde juntamente com a sua equipa terminou em terceiro lugar.